# 熊谷 - 成田空港線
熊谷 - 成田空港線（くまがや - なりたくうこうせん）は、かつて埼玉県熊谷市・鴻巣市・久喜市を経由して成田空港を結んでいた高速バス（空港連絡バス）である。
ここでは、同じ事業者によって、上記とは異なる経路で熊谷市-成田空港間を運行していたフォレスト号についても合わせて説明する。

## 概要
1日4往復運転されていた。
旧フォレスト号は、途中経由地の森林公園駅（国営武蔵丘陵森林公園）を名称の由来として、2002年3月12日に運行を開始した。2007年12月13日までは、群馬県伊勢崎市発着であったが、埼玉県深谷市発着に変更された。そして、2014年11月16日の運行をもって、フォレスト号は休止となった。理由は、東京都心を通過する経路による渋滞によって定時運行が困難だったこと、東日本大震災の影響によって利用客が減少したことなどがある。
それから3年後の2017年10月19日より、埼玉県熊谷市・同県鴻巣市・久喜市菖蒲と成田空港の間を同年2月に開通した圏央道茨城県内区間のルートを経由する路線として転換された。新路線は、熊谷駅南口以外の経由地・経路も異なり、森林公園駅も経由しなくなった為、フォレスト号の愛称も消滅したが、千葉交通の案内では「熊谷-成田空港線は、2014年11月17日より路線を一旦休止していたが、圏央道経由に経路変更し、新たな路線として」との旨で表現しており、ここでは、旧フォレスト号と現行路線は継承関係にあるものとして纏めて説明する。
なお、新路線も利用者が振るわず、採算が取れないことから、2020年3月31日をもって休止となっている。

## 運行会社・営業所
- 国際十王交通 熊谷営業所
- 千葉交通 成田営業所
  - 旧フォレスト号の運行開始当初は、東京空港交通（リムジンバス） 成田運行事業所も運行していた（詳細は#沿革を参照）。

## 沿革
フォレスト号
- 2002年3月12日 - 十王自動車（当時）・東京空港交通・千葉交通の3社共同により、新伊勢崎駅 - 籠原駅 - 熊谷駅 - 森林公園駅 - (関越自動車道) - (東京外環自動車道)  - 成田空港間で運行開始
- 2004年1月1日 - 十王自動車が国際ハイヤーと合併し、国際十王交通に社名変更
- 2004年2月16日 - ダイヤ改正、東京空港交通・千葉交通担当便が新伊勢崎駅 - 籠原駅南口間を区間廃止とする
国際十王交通側の受付担当営業所が、伊勢崎営業所（旧十王自動車）から熊谷営業所に移管
- 2006年6月2日 - 第1旅客ターミナル南ウイング開設に伴い、空港行きが南ウイング経由開始
- 2007年12月14日 - 路線再編、新伊勢崎駅発着（新伊勢崎駅 - 籠原駅南口間）を完全に廃止し、全便深谷駅北口発着に変更（深谷駅北口 - 籠原駅南口間を新設）する
- 2011年10月1日 - ダイヤ改正、東京空港交通が運行から撤退し、それに伴い１往復減便・残存便の運転間隔調整、成田空港内のチケット取扱窓口の変更。
- 2014年11月16日 - この日の運行をもって、全便休止。

2017年からの路線
- 2017年10月19日 - 新島車庫・熊谷駅南口・鴻巣駅東口・久喜市菖蒲バスターミナルから圏央道を経由する路線に転換。
- 2018年4月18日 - ダイヤ改正、空港行き1・2便及び熊谷行き2・3便の時間を早め、熊谷行き4便の時刻を遅らせる[4][5]。
- 2019年3月28日 - ダイヤ改正、成田空港第3ターミナル降車場新設に伴い、空港行きの各ターミナル発着順・到着時間を変更[6]
- 2020年3月31日 - この日の運行をもって、全便休止[3][7]。

## 運行経路
成田空港行き
新島車庫 - (国道17号) - 熊谷駅南口 - (国道17号) - 鴻巣駅東口（高速バス1番のりば） - 久喜市菖蒲バスターミナル - (国道122号) - (白岡菖蒲IC) - (首都圏中央連絡自動車道) - (東関東自動車道) - (新空港自動車道) - 成田空港第3ターミナル（1階降車場） - 成田空港第2ターミナル（3階降車場） - 成田空港第1ターミナル（4階降車場）
久喜・鴻巣・熊谷行き
成田空港第3ターミナル（1階7番のりば） - 成田空港第2ターミナル（1階11番のりば） - 成田空港第1ターミナル（1階7番のりば） - (新空港自動車道) - (東関東自動車道) - (首都圏中央連絡自動車道) - (白岡菖蒲IC) - (国道122号) - 久喜市菖蒲バスターミナル - 鴻巣駅東口（高速バス1番のりば） - (国道17号) - 熊谷駅南口 - (国道17号) - 新島車庫

### フォレスト号時代
成田空港行き
深谷駅北口 - （埼玉県道69・47・357号） - 籠原駅南口 - （国道17号） - 熊谷駅南口 - （熊谷東松山道路） - 森林公園駅北口 - （東松山IC） - （関越自動車道） - （東京外環自動車道） - （首都高速道路） - （東関東自動車道） - （新空港自動車道） - 成田空港第2旅客ターミナル（3階出発ロビー） - 成田空港第1旅客ターミナル 南ウイング - 成田空港第1旅客ターミナル 北ウイング
深谷駅行き
成田空港第2旅客ターミナル（1階11番のりば） - 成田空港第1旅客ターミナル（1階7番のりば） - （新空港自動車道） - （東関東自動車道）  - （首都高速道路） - （東京外環自動車道） - （関越自動車道） - （東松山IC） - 森林公園駅北口 - （熊谷東松山道路） - 熊谷駅南口 - （国道17号） - 籠原駅南口 - （埼玉県道357・47・69号） - 深谷駅北口

## 運賃
成田空港行きは予約制。予約は1ヶ月前から受付開始。国際十王交通高速バス予約ダイヤルに電話または発車オ〜ライネットで予約後、指定された乗車券取扱所（国際十王交通熊谷営業所・熊谷駅前定期券発売所）、コンビニエンスストア、主要旅行代理店で購入する（予約なしでの直接購入も可能）。
熊谷行きは、当日のみ発売。第1ターミナル1階バスチケットカウンター・第2ターミナル1階バスチケットカウンター・第3ターミナル2階バスチケットカウンターで乗車前に購入する。
久喜市菖蒲 発着
- 片道大人2,900円、小児1,450円

鴻巣駅 発着
- 片道大人3,400円、小児1,700円

熊谷駅・新島車庫 発着
- 片道大人3,900円、小児1,950円

## 車内設備
- 大型のトランクルームとトイレを完備している。

## かつてフォレスト号が停車していた停留所の現状
- 新伊勢崎駅：千葉交通と関越交通（国際十王交通と同じ東武グループ）が運行する成田空港行きアザレア号の一部便が、同じ伊勢崎市内の伊勢崎まちかどステーション広瀬を発着していた（元々競合していた）が、こちらも2011年に伊勢崎経由を取り止めており、現在伊勢崎市内において、成田空港高速バスの乗り入れはない。
- 深谷駅：現在深谷市内において、成田空港高速バスの乗り入れはない。
- 籠原駅：現在成田空港高速バスの乗り入れはない。
- 森林公園駅：2016年4月22日より、千葉交通と川越観光自動車・東武バスウエスト（国際十王交通と同じ東武グループ）が運行する坂戸・川越 - 成田空港線の一部便が、当路線の代わりに森林公園駅へ乗り入れている。